# Штуцвек
Шту́цвек (нім. Stutzweck) — традиційна обрядова випічка у Франкфурті-на-Майні на Сільвестр. Являє собою витягнуту форму солодку білу булку з дріжджового тіста з двома головами на кінцях, що символізують старий і новий рік, і поперечними надрізами по всій довжині, що позначають дванадцять місяців. З'їдений новорічної ночі штуцвек обіцяє удачу. Франкфуртські булочні випікають штуцвеки строго під Новий рік і 31 грудня навіть продовжують для продажу штуцвеків години роботи майже до опівночі.
Свою історію штуцвеки ведуть з початку XIX століття, коли городяни збиралися в останній день року у булочних на новорічну гру в кістки за прилавком. Той, хто виграв, отримував у нагороду штуцвек. Після закриття булочних франкфуртці вирушали в пивні заклади, де пили за Новий рік пунш або яблучне вино.
До 1950-х років було традицією, коли діти ходили від хати до хати на Новий рік і декламували різдвяні вірші та пісні, отримуючи в подарунок «штуцвек».
Основні інгредієнти: борошно пшеничне, вода, масло вершкове, цукор, дріжджі пивні, яйця, лимон.
У Майнці печуть схожої форми обрядовий хліб — «новорічну ляльку» нойярсбопп. Принципова відмінність полягає в розмірі: тоді як штуцвек — це бутерброд з однією порцією, нойярсбопп — це хліб, який подають скибочками.